# Gran Premio de Indianápolis de Motociclismo de 2010
El Gran Premio de Indianápolis de Motociclismo de 2010 (oficialmente: Red Bull Indianapolis Grand Prix) fue la undécima prueba del Campeonato del Mundo de Motociclismo de 2010. Tuvo lugar en el fin de semana del 27 al 29 de agosto de 2010 en el Indianapolis Motor Speedway, situado en Indianapolis, Indiana, Estados Unidos.
La carrera de MotoGP fue ganada por Dani Pedrosa, seguido de Ben Spies y Jorge Lorenzo. Toni Elías fue el ganador de la prueba de Moto2, por delante de Julián Simón y Scott Redding. La carrera de 125 cc fue ganada por Nicolás Terol, Sandro Cortese fue segundo y Pol Espargaró tercero.

## Resultados

### Resultados MotoGP
| Pos.    | N.º | Piloto           | Constructor | Vueltas | Tiempo    | Parrilla | Pts. |
| ------- | --- | ---------------- | ----------- | ------- | --------- | -------- | ---- |
| 1       | 26  | Dani Pedrosa     | Honda       | 28      | 47:31.615 | 5        | 25   |
| 2       | 11  | Ben Spies        | Yamaha      | 28      | +3.575    | 1        | 20   |
| 3       | 99  | Jorge Lorenzo    | Yamaha      | 28      | +6.812    | 2        | 16   |
| 4       | 46  | Valentino Rossi  | Yamaha      | 28      | +12.633   | 7        | 13   |
| 5       | 4   | Andrea Dovizioso | Honda       | 28      | +21.885   | 4        | 11   |
| 6       | 69  | Nicky Hayden     | Ducati      | 28      | +35.138   | 3        | 10   |
| 7       | 58  | Marco Simoncelli | Honda       | 28      | +36.740   | 8        | 9    |
| 8       | 19  | Álvaro Bautista  | Suzuki      | 28      | +36.825   | 11       | 8    |
| 9       | 41  | Aleix Espargaró  | Ducati      | 28      | +44.905   | 14       | 7    |
| 10      | 40  | Héctor Barberá   | Ducati      | 28      | +51.368   | 16       | 6    |
| 11      | 65  | Loris Capirossi  | Suzuki      | 28      | +55.386   | 10       | 5    |
| 12      | 7   | Hiroshi Aoyama   | Honda       | 28      | +57.903   | 13       | 4    |
| 13      | 14  | Randy de Puniet  | Honda       | 28      | +1:04.139 | 17       | 3    |
| Ret     | 36  | Mika Kallio      | Ducati      | 18      | Caída     | 15       |      |
| Ret     | 5   | Colin Edwards    | Yamaha      | 16      | Retirado  | 9        |      |
| Ret     | 27  | Casey Stoner     | Ducati      | 7       | Caída     | 6        |      |
| Ret     | 33  | Marco Melandri   | Honda       | 2       | Caída     | 12       |      |
| Fuente: |     |                  |             |         |           |          |      |

### Resultados Moto2
Un accidente múltiple que incluyó a ocho pilotos en el inicio (n.º 34 R. Hayden, n.º 29 Iannone, n.º 2 Talmasci, n.º 52 Pesek, n.º 61 Ivanov, n.º 3 Corsi, n.º 48 Tomizawa, n.º 56 Ranseder) dio lugar a una bandera roja y dos abandonos (Tomizawa y Ranseder) inmediatamente. Más tarde se reinició la carrera, con la distancia reducida a 17 vueltas.
| Pos.    | N.º | Piloto              | Constructor | Vueltas | Tiempo                | Parrilla | Pts. |
| ------- | --- | ------------------- | ----------- | ------- | --------------------- | -------- | ---- |
| 1       | 24  | Toni Elías          | Moriwaki    | 17      | 30:27.480             | 6        | 25   |
| 2       | 60  | Julián Simón        | Suter       | 17      | +0.405                | 1        | 20   |
| 3       | 45  | Scott Redding       | Suter       | 17      | +4.227                | 3        | 16   |
| 4       | 29  | Andrea Iannone      | Speed Up    | 17      | +5.978                | 25       | 13   |
| 5       | 3   | Simone Corsi        | MotoBi      | 17      | +7.058                | 4        | 11   |
| 6       | 40  | Sergio Gadea        | Pons Kalex  | 17      | +9.432                | 8        | 10   |
| 7       | 12  | Thomas Lüthi        | Moriwaki    | 17      | +9.815                | 16       | 9    |
| 8       | 2   | Gábor Talmácsi      | Speed Up    | 17      | +10.141               | 15       | 8    |
| 9       | 42  | Jason Di Salvo      | FTR         | 17      | +17.564               | 26       | 7    |
| 10      | 8   | Anthony West        | MZ-RE Honda | 17      | +17.592               | 5        | 6    |
| 11      | 77  | Dominique Aegerter  | Suter       | 17      | +17.618               | 20       | 5    |
| 12      | 63  | Mike Di Meglio      | Suter       | 17      | +20.527               | 21       | 4    |
| 13      | 71  | Claudio Corti       | Suter       | 17      | +26.008               | 13       | 3    |
| 14      | 80  | Axel Pons           | Pons Kalex  | 17      | +28.353               | 27       | 2    |
| 15      | 68  | Yonny Hernández     | BQR-Moto2   | 17      | +30.480               | 22       | 1    |
| 16      | 25  | Alex Baldolini      | I.C.P.      | 17      | +30.538               | 19       |      |
| 17      | 34  | Roger Lee Hayden    | Moriwaki    | 17      | +31.860               | 28       |      |
| 18      | 53  | Valentin Debise     | ADV         | 17      | +32.255               | 30       |      |
| 19      | 9   | Kenny Noyes         | Promoharris | 17      | +32.500               | 29       |      |
| 20      | 52  | Lukáš Pešek         | Moriwaki    | 17      | +32.529               | 14       |      |
| 21      | 39  | Robertino Pietri    | Suter       | 17      | +44.569               | 32       |      |
| 22      | 5   | Joan Olivé          | Promoharris | 17      | +44.956               | 35       |      |
| 23      | 41  | Arne Tode           | Suter       | 17      | +52.993               | 31       |      |
| 24      | 88  | Yannick Guerra      | Moriwaki    | 17      | +57.481               | 38       |      |
| 25      | 44  | Roberto Rolfo       | Suter       | 17      | +1:16.404             | 18       |      |
| 26      | 72  | Yuki Takahashi      | Tech 3      | 14      | +3 vueltas            | 12       |      |
| Ret     | 95  | Mashel Al Naimi     | BQR-Moto2   | 12      | Retirado              | 37       |      |
| Ret     | 16  | Jules Cluzel        | Suter       | 11      | Caída                 | 17       |      |
| Ret     | 14  | Ratthapark Wilairot | Bimota      | 8       | Retirado              | 7        |      |
| Ret     | 35  | Raffaele de Rosa    | Tech 3      | 6       | Retirado              | 10       |      |
| Ret     | 65  | Stefan Bradl        | Suter       | 5       | Retirado              | 9        |      |
| Ret     | 4   | Ricard Cardus       | Bimota      | 2       | Caída                 | 34       |      |
| Ret     | 11  | Yusuke Teshima      | MotoBi      | 2       | Caída                 | 36       |      |
| Ret     | 55  | Héctor Faubel       | Suter       | 1       | Caída                 | 2        |      |
| Ret     | 6   | Alex Debón          | FTR         | 1       | Caída                 | 33       |      |
| Ret     | 61  | Vladímir Ivánov     | Moriwaki    | 1       | Caída                 | 24       |      |
| DNS     | 48  | Shoya Tomizawa      | Suter       |         | Caída en la 1.ª parte | 23       |      |
| DNS     | 56  | Michael Ranseder    | Suter       |         | Caída en la 1.ª parte | 11       |      |
| DNS     | 10  | Fonsi Nieto         | Moriwaki    |         | Lesionado             |          |      |
| DNS     | 17  | Karel Abrahám       | FTR         |         | No participó          |          |      |
| Fuente: |     |                     |             |         |                       |          |      |

### Resultados 125cc
| Pos.    | N.º | Piloto              | Constructor | Vueltas | Tiempo       | Parrilla | Pts. |
| ------- | --- | ------------------- | ----------- | ------- | ------------ | -------- | ---- |
| 1       | 40  | Nicolás Terol       | Aprilia     | 23      | 42:19.223    | 2        | 25   |
| 2       | 11  | Sandro Cortese      | Derbi       | 23      | +4.995       | 4        | 20   |
| 3       | 44  | Pol Espargaró       | Derbi       | 23      | +10.856      | 5        | 16   |
| 4       | 7   | Efrén Vázquez       | Derbi       | 23      | +15.402      | 6        | 13   |
| 5       | 12  | Esteve Rabat        | Aprilia     | 23      | +19.912      | 10       | 11   |
| 6       | 99  | Danny Webb          | Aprilia     | 23      | +20.093      | 11       | 10   |
| 7       | 35  | Randy Krummenacher  | Aprilia     | 23      | +20.702      | 13       | 9    |
| 8       | 23  | Alberto Moncayo     | Aprilia     | 23      | +26.797      | 15       | 8    |
| 9       | 94  | Jonas Folger        | Aprilia     | 23      | +27.666      | 12       | 7    |
| 10      | 93  | Marc Márquez        | Derbi       | 23      | +39.840      | 1        | 6    |
| 11      | 53  | Jasper Iwema        | Aprilia     | 23      | +46.153      | 18       | 5    |
| 12      | 39  | Luis Salom          | Aprilia     | 23      | +52.556      | 7        | 4    |
| 13      | 14  | Johann Zarco        | Aprilia     | 23      | +54.354      | 8        | 3    |
| 14      | 84  | Jakub Kornfeil      | Aprilia     | 23      | +54.402      | 17       | 2    |
| 15      | 32  | Lorenzo Savadori    | Aprilia     | 23      | +1:07.208    | 20       | 1    |
| 16      | 72  | Marco Ravaioli      | Lambretta   | 23      | +1:24.117    | 24       |      |
| 17      | 15  | Simone Grotzkyj     | Aprilia     | 23      | +1:25.890    | 14       |      |
| 18      | 87  | Luca Marconi        | Aprilia     | 23      | +1:53.618    | 25       |      |
| Ret     | 71  | Tomoyoshi Koyama    | Aprilia     | 14      | Retirado     | 9        |      |
| Ret     | 38  | Bradley Smith       | Aprilia     | 12      | Caída        | 3        |      |
| Ret     | 26  | Adrián Martín       | Aprilia     | 12      | Retirado     | 19       |      |
| Ret     | 63  | Zulfahmi Khairuddin | Aprilia     | 11      | Retirado     | 22       |      |
| Ret     | 78  | Marcel Schrötter    | Honda       | 8       | Caída        | 16       |      |
| Ret     | 55  | Isaac Viñales       | Lambretta   | 3       | Caída        | 21       |      |
| Ret     | 69  | Louis Rossi         | Aprilia     | 1       | Retirado     | 23       |      |
| DNS     | 5   | Alexis Masbou       | Aprilia     |         | No participó |          |      |
| DNS     | 90  | Kristian Lee Turner | Aprilia     |         | No participó |          |      |
| 1.      |     |                     |             |         |              |          |      |
| Fuente: |     |                     |             |         |              |          |      |